# Lista siturilor arheologice din județul Bihor - M
Lista siturilor arheologice din județul Bihor - M conține toate siturile arheologice din județul Bihor înscrise în Repertoriul Arheologic Național (RAN) și aflate în localități al căror nume începe cu litera M. RAN este administrat de Ministerul Culturii și Patrimoniului Național și cuprinde date științifice, cartografice, topografice, imagini și planuri, precum și orice alte informații privitoare la zonele cu potențial arheologic, studiate sau nu, încă existente sau dispărute.
Puteți căuta un sit din localitățile care încep cu litera M folosind formularul de mai jos sau puteți naviga prin toate siturile din județ la Lista siturilor arheologice din județul Bihor.
| Cod RAN                                  | Denumire | Localitate                      | Adresă                                     | Datare          | Descoperit | Coordonate | Imagine           | Erori            |
| ---------------------------------------- | --- | ------------------------------- | ------------------------------------------ | --------------- | ---------- | ---------- | ----------------- | ---------------- |
| 30746.01.01                              | Situl arheologic de la Meziad - "Peștera Meziad" / ansamblu anonim (Categorie: locuire civilă) (Tip: Așezare în peșteră)                                               | sat Meziad, comuna Remetea      | Peștera Meziad                             | Igrița          | 1809       |            | Încărcați imagine | Raportați eroare |
| 30746.01.02                              | Situl arheologic de la Meziad - "Peștera Meziad" / ansamblu anonim (Categorie: locuire civilă) (Tip: Așezare)                                                          | sat Meziad, comuna Remetea      | Peștera Meziad                             | Tisa            | 1809       |            | Încărcați imagine | Raportați eroare |
| 27132.01.01                              | Așezarea și necropola (?) de la Margine -"Natu" / ansamblu anonim (Categorie: locuire) (Tip: Așezare)                                                                  | sat Margine, comuna Abram       | între km 017+300 și km 017+350, punct Natu |                 | 2004       |            | Încărcați imagine | Raportați eroare |
| 27132.01.02                              | Așezarea și necropola (?) de la Margine -"Natu" / ansamblu anonim (Categorie: locuire) (Tip: necropolă)                                                                | sat Margine, comuna Abram       | între km 017+300 și km 017+350, punct Natu | sec. III-IV     | 2004       |            | Încărcați imagine | Raportați eroare |
| 26886.01                                 | Situl preistoric de la Marghita (Categorie: locuire) (Tip: locuire) | municipiul Marghita             |                                            |                 |            |            | Încărcați imagine | Raportați eroare |
| 26886.01.01                              | Situl preistoric de la Marghita / ansamblu anonim (Categorie: locuire) (Tip: Așezare)                                                                                  | municipiul Marghita             |                                            |                 |            |            | Încărcați imagine | Raportați eroare |
| 29127.01.01                              | Așezarea eneolitică de la Mihai Bravu / ansamblu anonim (Categorie: locuire civilă) (Tip: Așezare)                                                                     | sat Mihai Bravu, comuna Roșiori |                                            | Tiszapolgár     |            |            | Încărcați imagine | Raportați eroare |
| 29895.01                                 | Unelte neolitice de la Miheleu (Categorie: descoperire izolată) (Tip: obiect izolat)                                                                                   | sat Miheleu, comuna Lăzăreni    |                                            |                 |            |            | Încărcați imagine | Raportați eroare |
| 27132.02.01 (Cod LMI: BH-II-m-A-01174)   | Biserica de lemn "Sfinții Arhangheli" de la Margine / ansamblu Biserica de lemn "Sfinții Arhangheli" (Categorie: structură de cult/religioasă) (Tip: Biserică de lemn) | sat Margine, comuna Abram       | 74 - A                                     | 1700            |            |            | Încărcați imagine | Raportați eroare |
| 27132.03.01                              | Situl arheologic medieval de la Abram- Poini / ansamblu anonim (Categorie: locuire) (Tip: Așezare)                                                                     | sat Margine, comuna Abram       | Poini                                      | sec. VIII-IX    |            |            | Încărcați imagine | Raportați eroare |
| 27132.03.02                              | Situl arheologic medieval de la Abram- Poini / ansamblu anonim (Categorie: locuire) (Tip: Așezare)                                                                     | sat Margine, comuna Abram       | Poini                                      | sec. XVII-XVIII |            |            | Încărcați imagine | Raportați eroare |
| 27132.04.01                              | Așezarea din epoca romană de la Abram- Valea Tăniei - La Țarină / ansamblu anonim (Categorie: locuire) (Tip: Așezare)                                                  | sat Margine, comuna Abram       | Valea Tăniei - La Țarină                   | sec. II-III     |            |            | Încărcați imagine | Raportați eroare |
| 28576.01.01 (Cod LMI: BH-I-m-B-00983.02) | Situl arheologic de la Mișca - "Fântâna Sasului" / ansamblu anonim (Categorie: locuire civilă) (Tip: Așezare)                                                          | sat Mișca, comuna Chișlaz       | Fântâna Sasului                            | sec. II - IV    |            |            | Încărcați imagine | Raportați eroare |
| 28576.01.02 (Cod LMI: BH-I-m-B-00983.01) | Situl arheologic de la Mișca - "Fântâna Sasului" / ansamblu anonim (Categorie: locuire civilă) (Tip: Așezare)                                                          | sat Mișca, comuna Chișlaz       | Fântâna Sasului                            | sec. VIII - IX  |            |            | Încărcați imagine | Raportați eroare |
| 28576.01.03 (Cod LMI: BH-I-s-B-00983)    | Situl arheologic de la Mișca - "Fântâna Sasului" / ansamblu anonim (Categorie: locuire civilă) (Tip: Așezare)                                                          | sat Mișca, comuna Chișlaz       | Fântâna Sasului                            | Starčevo - Criș |            |            | Încărcați imagine | Raportați eroare |
| 28576.01.04 (Cod LMI: BH-I-s-B-00983)    | Situl arheologic de la Mișca - "Fântâna Sasului" / ansamblu anonim (Categorie: locuire civilă) (Tip: Așezare)                                                          | sat Mișca, comuna Chișlaz       | Fântâna Sasului                            | Pișcolt         |            |            | Încărcați imagine | Raportați eroare |